# Kaon
Die Kaonen oder K-Mesonen sind subatomare Teilchen. Sie gehören zur Klasse der Mesonen, d. h., sie unterliegen der starken Wechselwirkung und gehören damit zu den Hadronen. Sie sind die leichtesten zusammengesetzten Teilchen mit der Eigenschaft Strangeness und können daher nur über die schwache Wechselwirkung zerfallen.

## Eigenschaften

### Quark-Struktur
Jedes Kaon enthält ein leichtes u- oder d-Quark und ein mittelschweres Strange-Antiquark s oder aber jeweils die entsprechenden Antiteilchen. Das Strange-Quark (bzw. das Strange-Antiquark) macht die Kaonen zu den leichtesten Mesonen mit Strangeness (dt.: Seltsamkeit).
Die Bezeichnung als Kaon bzw. Antikaon folgt der Konvention, nach der bei positiver Ladung des schwersten Quarks (hier: s) ein Meson und bei negativer Ladung (hier: s) ein Antimeson vorliegt.
Nach dieser Eigenschaft lassen sich die Kaonen in zwei Isospin-Dubletts organisieren:
|                               | K-Anti-Mesonen             | K-Anti-Mesonen                 | K-Mesonen                  | K-Mesonen                  |
| ----------------------------- | -------------------------- | ------------------------------ | -------------------------- | -------------------------- |
|                               | {\displaystyle K^{-}\!\,}  | {\displaystyle {\bar {K^{0}}}} | {\displaystyle K^{0}\!\,}  | {\displaystyle K^{+}\!\,}  |
| Isospin {\displaystyle I_{z}} | -½                         | +½                             | -½                         | +½                         |
| Quark- Zusammensetzung        | {\displaystyle {\bar {u}}} | {\displaystyle {\bar {d}}}     | {\displaystyle d\!\,}      | {\displaystyle u\!\,}      |
| Quark- Zusammensetzung        | {\displaystyle s\!\,}      | {\displaystyle s\!\,}          | {\displaystyle {\bar {s}}} | {\displaystyle {\bar {s}}} |
| Strangeness {\displaystyle S} | −1                         | −1                             | +1                         | +1                         |

Wie alle Mesonen haben Kaonen ganzzahligen Spin und sind somit Bosonen. Sie unterliegen der starken Wechselwirkung und gehören damit zu den Hadronen.

### Masse
Die Kaonen haben eine Masse von rund 493,7 MeV/c² (K+, K−) bzw. 497,6 MeV/c² (K0, K0).

### Lebensdauer und Zerfallskanäle
Kaonen zerfallen nur über die schwache Wechselwirkung und sind daher vergleichsweise langlebig. 
Die Lebensdauer des geladenen Kaons beträgt 1.24e-8 s. Die häufigsten Zerfallsmodi des K− sind 
{\displaystyle K^{-}\rightarrow \mu ^{-}+{\overline {\nu }}_{\mu }\qquad } (63,6 %)  und
{\displaystyle K^{-}\rightarrow \pi ^{-}+\pi ^{0}\qquad } (20,1 %).
Für K0 und K0 ist die Lebensdauer nicht definiert; ihre quantenmechanischen Mischungen (siehe unten) haben Lebensdauern von 5,1 · 10−8 s (KL) und 9,0 · 10−11 s (KS). Dabei zerfällt das KS hauptsächlich in zwei Pionen:
{\displaystyle K_{S}^{0}\rightarrow \pi ^{+}+\pi ^{-}\qquad } (69,2 %),
{\displaystyle K_{S}^{0}\rightarrow \pi ^{0}+\pi ^{0}\qquad \,} (30,7 %),
während beim KL semileptonische Zerfälle dominieren:
{\displaystyle K_{L}^{0}\rightarrow \pi ^{\mp }+\mathrm {e} ^{\pm }+\nu _{\mathrm {e} }\qquad } (40,6 %),
{\displaystyle K_{L}^{0}\rightarrow \pi ^{\mp }+\mu ^{\pm }+\nu _{\mu }\qquad } (27,0 %),
{\displaystyle K_{L}^{0}\rightarrow \pi ^{0}+\pi ^{0}+\pi ^{0}\qquad \,} (19,5 %).
{\displaystyle K_{L}^{0}\rightarrow \pi ^{-}+\pi ^{+}+\pi ^{0}\qquad } (12,5 %).
Die CPT-Invarianz impliziert, dass die Teilchen-Antiteilchenpaare K+ ↔ K− und K0 ↔ K0 jeweils identische Massen und Lebensdauern haben. Präzisionsmessungen dieser Größen haben dies bestätigt.

## Entdeckung
Die Kaonen wurden 1947 von George Rochester und Clifford Charles Butler in der Höhenstrahlung entdeckt. Erklärt wurde ihr Auftreten mit der Reaktion π+ + n → K+ + Λ. Ursprünglich bekamen sie den Namen seltsame Teilchen (engl. strange particles), weil ihre Lebensdauer deutlich länger war als die der anderen damals bekannten instabilen Teilchen. Um dies zu beschreiben, wurde die Quantenzahl „Strangeness“ eingeführt. Diese wird zwar von der starken Wechselwirkung, die für die Produktion der Kaonen verantwortlich ist, erhalten, aber von der schwachen Wechselwirkung, über die sie zerfallen, verletzt.
Heute wird die relativ lange Lebensdauer der Kaonen mit dem Strange-Quark (kurz s-Quark) erklärt. Strange-Quarks entstehen über die starke Wechselwirkung paarweise mit Strange-Antiquarks, aus denen sich dann beispielsweise zwei Kaonen oder – wie im Entdeckungsprozess – ein Kaon und ein Baryon mit Strangeness bilden.
Da die Kaonen nach der Produktion in verschiedene Richtungen fliegen, können sich die beiden Strange-Quarks nicht im Umkehrprozess wieder annihilieren. Der Zerfall findet durch die Umwandlung des Strange-Quarks in das leichtere Up-Quark statt. Diese Umwandlung kann nur über die schwache Wechselwirkung erfolgen, was die auffällig lange Lebensdauer der Kaonen erklärt.

### Das τ-θ-Rätsel und die Paritätsverletzung
Anfang der 1950er Jahre waren zwei verschiedene positiv geladene Mesonen mit Strangeness bekannt, die nach ihren Zerfallsprodukten unterschieden wurden:
{\displaystyle \tau ^{+}\rightarrow \pi ^{+}+\pi ^{+}+\pi ^{-}}
{\displaystyle \theta ^{+}\rightarrow \pi ^{+}+\pi ^{0}}
Die Endzustände dieser Reaktionen haben verschiedene Parität, was nach damaliger Vorstellung auch für die Ausgangszustände τ und θ gelten sollte. Präzisionsmessungen von Masse und Lebensdauer zeigten jedoch keinerlei Unterschied zwischen τ und θ. Als dann 1956 die Paritätsverletzung der schwachen Wechselwirkung entdeckt wurde, war klar, dass es dasselbe Teilchen war, das daraufhin K+ genannt wurde. Der Zerfall erhält also nicht die Parität des Ausgangsteilchens.

## CP-Erhaltung

### Mischung der neutralen Kaonen

Durch Austausch zweier W-Bosonen kann sich ein Anti-K^{0} in ein K^{0} umwandeln und umgekehrt.

Das Kaon erlangte besondere Bedeutung im Zusammenhang mit der CP-Symmetrie. Zwar ist die P-Symmetrie maximal verletzt, aber die kombinierte Symmetrie aus Parität P und Ladungskonjugation C bei allen Reaktionen in guter Näherung erhalten.
In Bezug auf starke (und elektromagnetische) Wechselwirkung alleine wären K0 und K0 auch die physikalischen Kaonzustände (exakter: die experimentell beobachtbaren Masseneigenzustände). Da es aber durch die schwache Wechselwirkung eine Kopplung zwischen diesen beiden Zuständen gibt, sind die physikalischen Kaonzustände Mischungen, die sich unter der Annahme von CP-Symmetrie wie folgt ergeben:
Es gilt:
{\displaystyle CP|K^{0}\rangle =-|{\bar {K}}^{0}\rangle }
{\displaystyle CP|{\bar {K}}^{0}\rangle =-|K^{0}\rangle }
Daraus ergeben sich die CP-Eigenzustände
{\displaystyle |K_{1}^{0}\rangle ={\frac {1}{\sqrt {2}}}(|K^{0}\rangle -|{\bar {K}}^{0}\rangle )}
mit {\displaystyle CP|K_{1}^{0}\rangle =+|K_{1}^{0}\rangle }
und
{\displaystyle |K_{2}^{0}\rangle ={\frac {1}{\sqrt {2}}}(|K^{0}\rangle +|{\bar {K}}^{0}\rangle )}
mit {\displaystyle CP|K_{2}^{0}\rangle =-|K_{2}^{0}\rangle .}
Unter der Annahme von CP-Symmetrie können diese Zustände nur CP-erhaltend zerfallen, woraus sich zwei verschiedene Zerfallskanäle mit sehr unterschiedlichen Phasenräumen und dementsprechend sehr unterschiedlichen Lebensdauern ergeben:
{\displaystyle K_{1}^{0}\rightarrow 2\pi } (schnell, da großer Phasenraum)
{\displaystyle K_{2}^{0}\rightarrow 3\pi } (langsam, da kleiner Phasenraum).
Tatsächlich hat man zwei Arten neutraler Kaonen gefunden, die sich stark in ihrer Lebensdauer unterscheiden. Diese wurden als K0S (short-lived, mittlere Lebensdauer (9.0e-11 s)) und K0L (long-lived, mittlere Lebensdauer (5.1e-8 s)) bezeichnet. Die mittlere Lebensdauer der langlebigen Variante ist also um einen Faktor von ungefähr 600 größer als die der kurzlebigen. Die beiden Kaonen unterscheiden sich geringfügig in der Masse: das K0L ist um 3.48e-12 MeV/c2 schwerer.
Aufgrund der angenommenen CP-Symmetrie lag es nahe, das beobachtete K0S mit K01 und das beobachtete K0L mit K02 zu identifizieren; demgemäß würde das K0L stets in drei und nie in zwei Pionen zerfallen.

### CP-Verletzung
James Cronin und Val Fitch fanden jedoch 1964 heraus, dass das K0L mit einer kleinen Wahrscheinlichkeit (etwa 10−3) auch in zwei Pionen zerfällt. Daraus ergibt sich, dass die physikalischen Zustände keine reinen CP-Eigenzustände sind, sondern jeweils zu einem kleinen Anteil {\displaystyle \epsilon } auch den anderen CP-Eigenzustand enthalten:
{\displaystyle |K_{S}^{0}\rangle ={\frac {1}{\sqrt {1+|\varepsilon |^{2}}}}(|K_{1}^{0}\rangle +\varepsilon |K_{2}^{0}\rangle )}
{\displaystyle |K_{L}^{0}\rangle ={\frac {1}{\sqrt {1+|\varepsilon |^{2}}}}(\varepsilon |K_{1}^{0}\rangle +|K_{2}^{0}\rangle ).}
Dieses Phänomen ist in Experimenten sehr genau überprüft worden und wird als CP-Verletzung durch Mischung bezeichnet, weil sie durch eine Mischung der CP-Eigenzustände zum physikalischen Zustand gekennzeichnet ist. Da auf diese CP-Verletzung nur indirekt durch Beobachtung des Zerfalls rückgeschlossen werden kann, ist sie in der Fachliteratur sehr verbreitet auch als indirekte CP-Verletzung bekannt. Cronin und Fitch erhielten für ihre Entdeckung 1980 den Nobelpreis für Physik. Die Mischung beträgt {\displaystyle \varepsilon \approx 2{,}3\cdot 10^{-3}}.
Zusätzlich gibt es auch noch eine direkte CP-Verletzung, also eine Verletzung direkt im beobachteten Zerfall selbst. Diese ist nochmals um einen Faktor von etwa 1000 kleiner als die indirekte CP-Verletzung und wurde daher auch erst drei Jahrzehnte später am CERN experimentell bestätigt: 1988 durch die NA31-Kollaboration (Sprecher Heinrich Wahl) und dann genauer in den 1990er Jahren im Folgeexperiment NA48.
Bemerkenswert bleibt, dass die CP-Verletzung (direkt wie indirekt) nur in geringem Maße auftritt, im Gegensatz zur maximalen Paritätsverletzung der schwachen Wechselwirkung. Der Grund hierfür ist weiterhin unbekannt.